# Tegeticula yuccasella
Tegeticula yuccasella is een vlinder uit de familie van de yuccamotten (Prodoxidae). De wetenschappelijke naam van de soort is voor het eerst geldig gepubliceerd in 1873 door Riley.